# بیبی هیفا
«بیبی هیفا» آلبومی عربی‌زبان از هیفا وهبی است که در سال ۲۰۱۰ میلادی منتشر شد.